# باربرا هيل
باربرا هيل (بالإنجليزية: Barbara Hale) (ولدت في 18 أبريل 1922 - 26 يناير 2017) هي ممثلة أميركية معروفة عن دورها كالوزيرة ديلا ستريت على مدى أكثر من 270 حلقة من المسلسل التلفزيوني الطويل بيري ميسون.

## حياتها
ولدت باربرا هيل في ديكالب،إلينوي، أباها لوثر عزرا هيل، كان يعمل كبستاني، وزوجته ويلما كولفين. وهي من أصل اسكتلندي إيرلندي. تخرجت هيل في عام 1940  من مدرسة روكفورد الثانوية  في روكفورد، إلينوي، ثم درست في أكاديمية شيكاغو للفنون الجميلة لتصبح فنانة، بدأت حياتها المهنية في شيكاغو عندما بدأت تدفع مصاريف تعليمها. وتشمل عائلة هيل أخت اسمها خوانيتا، والتي تمت تسمية ابنة باربرا على اسمها.
توفي زوجها بيل ويليامز بمرض السرطان في عام 1992، بعد 46 عاما من الزواج. هيل نفسها هي أحد الناجين من مرض السرطان.
وهي من أتباع الدين البهائي.

## وصلات خارجية
- باربرا هيل على موقع IMDb (الإنجليزية)
- باربرا هيل على موقع روتن توميتوز (الإنجليزية)
- باربرا هيل على موقع ألو سيني (الفرنسية)
- باربرا هيل على موقع ميوزك برينز (الإنجليزية)
- باربرا هيل على موقع تيرنر كلاسيك موفيز (الإنجليزية)
- باربرا هيل على موقع أول موفي (الإنجليزية)
- باربرا هيل على موقع قاعدة بيانات الأفلام السويدية (السويدية)
- باربرا هيل على موقع إن إن دي بي (الإنجليزية)
- باربرا هيل على موقع ديسكوغز (الإنجليزية)
- باربرا هيل على موقع قاعدة بيانات الفيلم (الإنجليزية)
- الصفحة الرسمية لباربرا هيل